# پوروز
پوروز (انگلیسی: Poroz) یک شهرک در بخش گرایفسکی استان بلگورود کشور روسیه است.